# Джакко Макакко

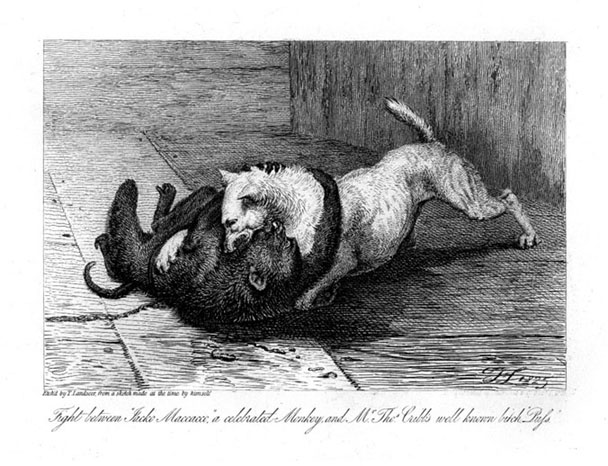
Рисунок Лэндсира, изображающий схватку между Джакко Макакко и Пусс

Джа́кко Мака́кко (англ. Jacco Macacco) — боевая обезьяна (возможно, хотя и вряд ли, человекообразная), которая принимала участие в боях по обезьяньей травле на арене Вестминстер-Пит в Лондоне в начале 1820-х годов. Он достиг некоторой степени известности среди спортивной общественности вследствие предположительной установки рекорда побед в схватках против собак, но настоящую известность среди широкой публики получил благодаря изображению в популярной литературе, произведениях искусства и упоминаниях в цитатах из речей члена парламента Ричарда Мартина, инициатора кампании по защите прав животных. Самый известный бой Джакко против не менее известной суки бультерьера по кличке Пусс, вероятно, положил конец его карьере: он, возможно, умер в результате травм, полученных во время матча, или вследствие связанной с ними болезни позже.

## История
Наиболее подробные сведения о Джакко исходят из «вторых рук» или беллетризированных источников. В «Картинах спортивной жизни и персонажей» (1860 год) Уильям Питт Леннокс даёт подробный отчёт о карьере Джакко: он был высажен в Портсмуте, где сражался с собаками на ряде местных спортивных арен, прежде чем был приобретён спортивным импресарио из Лондона и доставлен в Хокстон, где он продолжил свою карьеру, сражаясь на аренах Чик-Лейн и Тотенхем-Корт-Роад, заработав одно из его прозвищ — «хокстонская обезьяна». Леннокс пишет, что после того, как он искусал хозяина, он был продан владельцу Вестминстер-Пит, Чарльзу Эйстропу. Несмотря на то, что он уже обладал некоторой известностью, в Вестминстер-Пит бои с участием Джакко начали привлекать зрителей из высших слоёв общества, и на его бои делались значительные ставки. Эйстроп даёт несколько иные сведения об истории Джакко. В заявлении, опубликованном в 1825 году, он утверждал, что Джакко принадлежал матросу, который держал его у себя в течение трёх лет. Джакко всегда был очень спокойным, но в один прекрасный день вдруг стал агрессивным, когда ему на блюдце поднесли молока, и серьёзно ранил три пальца матроса. Матрос продал его серебряных дел мастеру по фамилии Картер из Хокстона. Картер научил Джакко множеству трюков, но ввиду того, что обезьяна была очень агрессивной, Картеру пришлось купить большой лист железа, чтобы использовать его как щит, когда он подходил к нему. Картер в конце концов устал от постоянных попыток Джакко напасть на него и отвёл обезьяну в соседнюю местность, где выставил против него собаку. Джакко победил эту собаку, затем вторую собаку, а после этого сразился с собакой бойцовской породы в Бетнал-Грин. Когда он победил и эту собаку, его репутация начала расти и бои с его участием начали проводиться в Вестминстер-Пит.
Льюис Стрендж Уингфилд (1842—1891) писал в своём романе 1883 года Abigail Rowe: a Chronicle of the Regency о рекламе боя стоимостью в сотню гиней между Джакко и «знаменитым белчерским псом Трасти». Пирс Эган также писал о бое между «феноменальной обезьяной» и собакой в своей популярной серии приключенческих рассказов о персонажах Томе и Джерри в различных спортивных местах под названием Scenes from London Life. Несмотря на то, что рассказ Эгана о визите Тома и Джерри в Вестминстер-Пит, чтобы посмотреть бой между Джакко и собакой, изложен весьма подробно и сопровождается хорошим рисунком известного художника Джорджа Крукшенка, это юмористическая фантастика, и, хотя она и может быть основана на реальных событиях, нельзя судить, насколько точно описан бой.
Можно сделать вывод, что имел место по крайней мере один поединок между Джакко и не менее известной сукой бультерьера по кличке Пусс, которая принадлежала бывшему боксёру Тому Криббу. Различные источники о схватке и её результаты противоречат друг другу: оба животных, возможно, встречались в поединке более одного раза, поэтому сообщения могут касаться разных боёв. Эйрстоп указывает дату проведения боя как 13 июня 1821 года. Леннокс рассказывает об условиях боя, про которые он сообщает, что была сделана ставка в пятьдесят фунтов на то, что Пусс сможет либо убить Джакко, либо продержаться пять минут против него (что почти вдвое превышает по продолжительности время, которое любой предыдущий противник Джакко мог продержаться против него), а также пишет о Джакко как о победителе, хотя он не дал сведений об окончательный судьбе собаки. Томас Лэндсир создал собственный эскиз поединка между «Джако Макакко, „знаменитой обезьяной“, и известной сукой мистера Томаса Крибба Пусс», который показывает двух сражающихся сцепившимися и рвущими друг другу глотки. Ричард Мартин, член парламента от Голуэя, который был известен как «Человечный Дик» за благотворительность и постоянные попытки ввести закон, улучшающий обращение с животными, выступил со страстной речью в парламенте в 1822 году при введении закона о предупреждении жестокого обращения с лошадьми, крупным рогатым скотом и овцами (его предыдущие попытки в 1821 году потерпели поражение в Палате лордов). Он утверждал, что видел плакат, рекламирующий бой между Джакко и Пусс:

Джакко Макакко, знаменитая обезьяна, будет сегодня драться с белой сукой Тома Криббса, Пусс. Джакко провёл много боёв с некоторыми из известных собак и победил их всех, и он поэтому способен бороться с любой собакой в Англии, весящей в два раза больше него.
Результатом, по словам Мартина, стало то, что после боя, который продолжался полчаса, у собаки была разорвана сонная артерия, а у Джакко оторвана челюсть, что стало причиной смерти обоих животных в течение двух часов. Законопроект Мартина прошёл, но позже его отчёты об актах жестокого обращения с животными были оспорены в парламенте. Защищённый парламентской привилегией (разновидностью депутатской неприкосновенности), он не мог быть обвинён во лжи, но противники сумели дискредитировать некоторые из его утверждений об актах жестокости. Мартин также пересмотрел своё сообщение об итогах поединка между Джакко и Пусс, когда он использовал этот бой как пример жестокости в речи 1824 года, заявив, что собака была убита, но, хотя челюсть обезьяны была оторвана, Джакко не получил никакой помощи, ему «позволили томиться в муках». Версия Мартина о смерти Джакко была оспорена владельцем Вестминстер-Пит, который утверждал, что Джакко победил Пусс за две с половиной минуты (хотя и не покалечил её смертельно) и умер спустя 15 месяцев от не связанного с боями заболевания. По информации от Эйстропа, после смерти из тела Джакко было сделано чучело и продано мистеру Шоу из Митчем-Коммон, что было бы невозможным, если бы челюсть обезьяны была оторвана. Рассказ Грантли Беркли в книге My Life and Recollections  также противоречит истории Мартина. Беркли заявил, что он был на арене в ночь, когда проходил бой, и видел, как Том Крибб подозрительным образом сжимал голову собаки перед началом боя. Когда собака стала свободна, она немедленно напрыгнула на обезьяну и лишила Джакко возможности дать отпор. Несмотря на это, собака оказалась сильно ранена и медленно слабела от потери крови. Крики из зала в конце концов привели к тому, что результатом боя была объявлена ничья и два соперника были разделены. Беркли понял, что Крибб порезал собаку, прежде чем бой начался, и это было подтверждено нераскаявшимся Криббом, который утверждал, что это было сделано с целью предоставить зрителям хорошее шоу. Существует вероятность, что эти два животных сражались дважды: сохранившийся плакат 1821 года рекламировал матч между Джакко и 19-фунтовой сукой, который должен был состояться 27 ноября 1821 года, и ссылался на поединок между Джакко и Пусс, который уже имел место.

## Рекорды и стиль борьбы

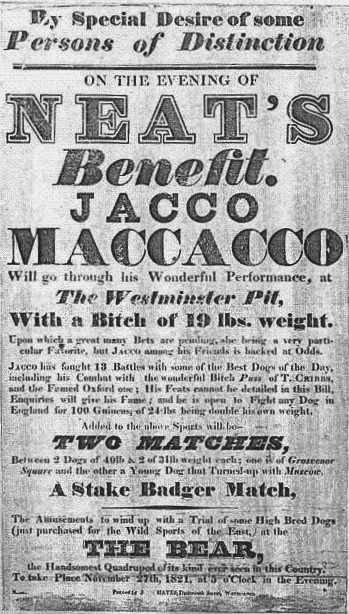
Афиша, извещающая о матче между Джакко и 19-фунтовой сукой (1821). Кроме поединка Джакко, анонсированы собачьи бои, травля барсука и знаменитая вестминстер-питская травля медведя.

Джакко, по сообщениям, весил от 10 до 12 фунтов (от 4,5 до 5,4 килограмма) и побеждал собак в два раза больше своего веса. Рекламный плакат 1821 года о его поединке против 19-фунтовой суки заявляет, что он был открыт для схваток с «любой собакой в Англии за 100 гиней весом до 24 фунтов, что в два раза больше его веса». По словам Леннокса:

Его манера атаки или, скорее, обороны заключалась в первую очередь в том, чтобы показать свою спину или шею собаке и двигаться и кувыркаться до тех пор, пока он не сможет схватить её лапу или грудь, после чего он добирался до трахеи, царапался и кусался, что обычно занимало около полутора минут, и если его противник не был быстро оттащен, то его смерть была несомненна; обезьяна имела страшный внешний вид, будучи вся измазана кровью, — но это была кровь только его соперника, поскольку прочность и гибкость его шкуры делали его непроницаемым для зубов собаки.
Леннокс пишет, что после нескольких боёв Джакко адаптировал свою технику и расправлялся со своими противниками-собаками, прыгая прямо им на спину и добиваясь положения, где он мог рвать их трахеи, оставаясь при этом вне досягаемости их челюстей. Леннокс сообщает, что Джакко в общем победил четырнадцать противников, и рекламные плакаты извещали, что он уже принимал участие в тринадцати матчах «с некоторыми из лучших собак, включая его бой с прекрасной Пусс, сукой Т. Крибба, и знаменитым Оксфордом Первым». И Беркли, и Лоуренс Фитц-Барнард (запись Fighting Sports в 1922 году), тем не менее, ставят под сомнение способность Джакко победить какую угодно собаку в подобном матче. Беркли указывает на кровотечение собаки Крибба и подчёркивает стремление авторов к преувеличению своих сообщений об обезьяньей свирепости и силе, в то время как Фитц-Барнард отклоняет возможность каких-либо обезьян, кроме самых крупных, сражаться против бойцовской собаки. Фитц-Барнард утверждает, что Джакко был «обычным актёром, который ставил великую битву с ослабленной собакой. Обезьяна получала дубинку себе в помощь…». Большинство источников соглашаются с тем, что Джакко удерживался в небольшой клетке, когда не сражался, и был привязан короткой тонкой металлической цепочкой во время схваток.

## Идентификация
Остаётся неизвестным, к какому виду обезьян принадлежал Джакко. Леннокс изначально описывает его как обезьяну из Африки, но потом пишет, что он принадлежал к азиатским гиббонам:

Джакко был вида Simiae, известного как гиббон, которые сидят со своими передними лапами на земле; он был пепельно-серого или пепельного цвета, с чёрными пальцами и мордой… По внешнему виду он не был ни старым, ни уродливым.
Эган описывает его как «знаменитую итальянскую обезьяну»; Умберто Куомо, писавший в Il Bulldog в 2002 году, говорит, что он, вероятно, был мандрилом. Перед тем как Эйстроп приобрел Джакко, он выставлял бабуина на бои в Вестминстер-Пит в попытке заработать на растущей славе Джакко, но, по словам Леннокса, это служило лишь тому, чтобы подчеркнуть мастерство Джакко путём сравнения. Ни акватинта Крукшенка, ни рисунок Генри Эйткена, изображающий борьбу Джакко с неизвестным противником, не подробны до такой степени, чтобы определить вид Джакко, даже если они взяты из жизни (Крукшенк был больше заинтересован в поражении зрителей, нежели в точности изображения обезьяны). Лэндсир в своём рисунке травли показывает Джакко с коротким хвостом и с аннотацией: «…эскиз, сделанный в своё время с него самого», поэтому он должен быть наиболее точным из всех изображений Джакко. Эйстроп описывал Джакко с «собачьим ртом, гораздо большим, чем у обыкновенной обезьяны».
Термин Macacco был в использовании как общий термин для обезьян в то время; он пришёл от португальского слова macaco, означающего «обезьяна», производного от слова из языка народа банту, которое было принесено в Бразилию, где использовалось для описания различных типов обезьян в XVII веке. У разных авторов этот термин применялся для обозначения различных видов, поэтому трудно понять, какие виды, роды или семейства имелись в виду. Слово «макака» стало названием довольно большого рода обезьян Старого Света в 1799 году. Слово Jaco было специфическим названием для лемуров, и термин «Macauco» тоже часто использовался для обозначения лемуров, но нет и намёка, что Джакко был лемуром, — Леннокс специально отмечал это, и происхождение имени Джакко ему представлялось идущим от «Jolly Jack Tars», который перевёз его в Англию и впервые наблюдал его боевые способности. Слава Джакко, возможно, была связана с ростом употребления слова из сленга кокни «Murkauker», означавшего обезьяну, в середине XIX века (хотя это было уже устаревшим в 1890 году), и «Джакко Макакко» по крайней мере иногда использовалось как обобщённый термин для обозначения обезьяны в тот же период времени. Эйстроп утверждал, что моряк, которому он первоначально принадлежал, взял его с «Острова Макакко».